# Milton Regis
Pour les articles homonymes, voir Milton.
Milton Regis est un village et une paroisse civile du Kent, en Angleterre. Il est situé dans le nord du comté, dans la banlieue de la ville de Sittingbourne. Administrativement, il relève du district de Swale. Au recensement de 2011, il comptait 4 947 habitants.

## Étymologie
Milton provient des éléments vieil-anglais middel « milieu » et tūn « ferme, domaine ». Il est attesté sous la forme Middeltone dans le Domesday Book, à la fin du XIe siècle. Le suffixe regis provient quant à lui du latin et indique que ce domaine a appartenu à un moment de son histoire à la couronne anglaise.